# Shirakami-Sanchi
Shirakami-Sanchi (Japans: 白神山地) is een nationaal park in het noorden van het Japanse eiland Honshu. Het bergachtige gebied strekt zich uit over de prefecturen Akita en Aomori en heeft een oppervlakte van 1300 km². Daarvan staat 169,7 km² op de werelderfgoedlijst van UNESCO. Het gedeelte dat op de erfgoedlijst staat is alleen toegankelijk met toestemming van het Japanse Agentschap voor Bosbeheer (林野庁, Rinyachō) . In dit deel van het park zijn ook geen paden aanwezig.
In het park komen onder andere de zwarte specht, de Japanse bosgems, de steenarend, de Japanse makaak en de Aziatische zwarte beer voor.
Boeddhistische monumenten in het Horyu-ji-gebied ·
Kasteel Himeji ·
Shirakami-Sanchi ·
Yakushima ·
Historische monumenten van oud-Kyoto (Kyoto, Uji en Otsu) ·
Historische dorpen van Shirakawa-go en Gokayama ·
Vredesmonument in Hiroshima (Genbaku Dome) ·
Itsukushima-schrijn ·
Historische monumenten van oud-Nara ·
Schrijnen en tempels van Nikko ·
Gusuku en plaatsen van het Koninkrijk Riukiu ·
Heilige plaatsen en pelgrimsroute in het Kii-gebergte ·
Shiretoko ·
Zilvermijn Iwami Ginzan en zijn cultuurlandschap ·
Hiraizumi - Tempels, tuinen en archeologische sites die het boeddhistische Pure Land vertegenwoordigen ·
Ogasawara-eilanden ·
Fujisan, heilige plaats en bron van artistieke inspiratie ·
Zijdefabriek van Tomioka en aanverwante sites ·
Sites van de industriële revolutie van Japan tijdens de Meijiperiode: ijzer en staal, scheepsbouw en kolenmijnbouw ·
Architecturaal werk van Le Corbusier (Nationaal Museum voor Westerse Kunst) · 
Heilige eiland Okinoshima en aanverwante sites in Munakata · 
Verborgen christelijke sites in de streek van Nagasaki ·
Groep van kofun van Mozu-Furuichi: grafheuvels van oud-Japan ·
Amami-Oshima, Tokunoshima, noordelijk deel van Okinawa en Iriomote ·
Prehistorische Jomon-sites in Noord-Japan ·
Goudmijnen op het eiland Sado
- Bibliotheek van het Japanse parlement: 01111157
- Virtual International Authority File: 315126093